# Scheldecross 2020
De 16e editie van de Scheldecross werd gehouden op zaterdag 12 december 2020 in Antwerpen, België. De wedstrijd maakte deel uit van de X²O Badkamers Trofee 2020-2021.

## Programma
| Tijd  | Categorie     | Duur          |
| ----- | ------------- | ------------- |
| 13:45 | Vrouwen elite | 40-50 minuten |
| 15:00 | Mannen elite  | 60 minuten    |

## Mannen elite

### Uitslag
| Plaats | Renner                 | Ploeg                                  | Tijd       |
| ------ | ---------------------- | -------------------------------------- | ---------- |
| 1      | Mathieu van der Poel   | Alpecin-Fenix                          | 58'10"     |
| 2      | Eli Iserbyt            | Pauwels Sauzen-Bingoal                 | + 6"       |
| 3      | Tom Pidcock            | Trinity Racing                         | + 27"      |
| 4      | Toon Aerts             | Telenet-Baloise Lions                  | + 30"      |
| 5      | Lars van der Haar      | Telenet-Baloise Lions                  | + 43"      |
| 6      | Laurens Sweeck         | Pauwels Sauzen-Bingoal                 | + 51"      |
| 7      | Quinten Hermans        | Tormans                                | + 1'00"    |
| 8      | Michael Vanthourenhout | Pauwels Sauzen-Bingoal                 | + 1'09"    |
| 9      | Corné van Kessel       | Tormans                                | + 1'22"    |
| 10     | Daan Soete             | Group Hens - Maes Containers           | + 1'26"    |
| 11     | Joris Nieuwenhuis      | Team Sunweb                            | + 1'45"    |
| 12     | Ryan Kamp              | Pauwels Sauzen-Bingoal                 | + 1'52"    |
| 13     | Jelle Camps            | Pauwels Sauzen-Bingoal                 | + 2'05"    |
| 14     | Kevin Kuhn             | Tormans                                | + 2'11"    |
| 15     | Thijs Aerts            | Telenet-Baloise Lions                  | + 2'15"    |
| 16     | Gianni Vermeersch      | Credishop-Fristads                     | + 2'19"    |
| 17     | Tim Merlier            | Alpecin-Fenix                          | + 2'25"    |
| 18     | Vincent Baestaens      | Group Hens - Maes Containers           | + 2'27"    |
| 19     | Anton Ferdinande       | Pauwels Sauzen-Bingoal                 | + 2'30"    |
| 20     | Jim Aernouts           | Telenet-Baloise Lions                  | + 2'34"    |
| 21     | Tom Meeusen            | Group Hens - Maes Containers           | + 2'47"    |
| 22     | Diether Sweeck         | Credishop-Fristads                     | + 3'07"    |
| 23     | Thomas Mein            | Tormans                                | + 3'21"    |
| 24     | Mees Hendrikx          | Credishop-Fristads                     | + 3'37"    |
| 25     | Pim Ronhaar            | Pauwels Sauzen-Bingoal                 | + 4'11"    |
| 26     | David van der Poel     | Alpecin-Fenix                          | + 4'16"    |
| 27     | Dieter Vanthourenhout  | Pauwels Sauzen-Bingoal                 | + 4'19"    |
| 28     | Tim van Dijke          |                                        | + 4'51"    |
| 29     | Gianni Siebens         |                                        | + 5'08"    |
| 30     | Ward Huybs             | Telenet-Baloise Lions                  | + 5'13"    |
| 31     | Timo Kielich           | Credishop-Fristads                     | + 5'19"    |
| 32     | Julian Siemons         |                                        | + 5'21"    |
| 33     | Curtis White           |                                        | + 5'25"    |
| 34     | Wout Vervoort          |                                        | + 5'25"    |
| 35     | Arne Baers             |                                        | + 5'33"    |
| 36     | Loris Rouiller         | Alpecin-Fenix                          | + 5'48"    |
| 37     | Hugo Jot               | Ardennes Cross Team                    | + 5'58"    |
| 38     | Stan Godrie            | Parkhotel Valkenburg - Destil - Orange | + 6'05"    |
| 39     | Robin Alderweireld     |                                        | + 6'14"    |
| 40     | Arne Vrachten          |                                        | + 6'20"    |
| 41     | Len Dejonghe           | Group Hens - Maes Containers           | - 1 ronde  |
| 42     | Seppe Rombouts         |                                        | - 1 ronde  |
| 43     | Bart Artz              | Parkhotel Valkenburg - Destil - Orange | - 1 ronde  |
| 44     | Klaas Groenen          |                                        | - 1 ronde  |
| 45     | Joachim Van Looveren   |                                        | - 1 ronde  |
| 46     | Dolf Pemen             |                                        | - 2 rondes |
| 47     | Koen van Dijke         |                                        | - 2 rondes |
| 48     | Arthur Tropardy        |                                        | - 2 rondes |
| 49     | Ronan Auffret          | Team Podiocom CC                       | - 2 rondes |
| 50     | Noah Vreeswijk         | Parkhotel Valkenburg - Destil - Orange | - 3 rondes |
| 51     | Ydris Salomez          |                                        | - 3 rondes |
| 52     | Lucas Brondani         | A.s Bike Crossteam                     | - 3 rondes |
| 53     | Timothé Gabriel        |                                        | - 4 rondes |
| 54     | Vincent Oger           |                                        | - 5 rondes |
|        | Thibau Nys             | Telenet-Baloise Lions                  | DNF        |
|        | Théo Thomas            | Tormans                                | DNF        |
|        | Maik van der Heijden   |                                        | DNF        |
|        | Nicolas Cleppe         | Telenet-Baloise Lions                  | DNF        |

| Pos. | Punten | Prijzengeld |
| ---- | ------ | ----------- |
| 1    | 80     | € 2.000     |
| 2    | 60     | € 1.000     |
| 3    | 40     | € 750       |
| 4    | 30     | € 500       |
| 5    | 25     | € 400       |
| 6    | 20     | € 350       |
| 7    | 17     | € 300       |
| 8    | 15     | € 250       |
| 9    | 12     | € 200       |
| 10   | 10     | € 150       |
| 11   | 8      | € 130       |
| 12   | 5      | € 100       |
| 13   | 4      | € 90        |
| 14   | 2      | € 80        |
| 15   | 1      | € 70        |
| 16   | -      | € 50        |
| 17   | -      | € 50        |
| 18   | -      | € 50        |
| 19   | -      | € 50        |
| 20   | -      | € 50        |
| Tot. |        | € 6.620     |

### Stand X²O Badkamers Trofee
Na 3 wedstrijden (Koppenbergcross, Urban Cross en Scheldecross) was dit de stand voor de X²O Badkamers Trofee:
| Pos. | Renner                 | OUD | KOR | ANT | Tijd     |
| ---- | ---------------------- | --- | --- | --- | -------- |
| 1    | Eli Iserbyt            | 1   | 1   | 2   | 2u58'52" |
| 2    | Lars van der Haar      | 2   | 2   | 5   | + 2'02"  |
| 3    | Toon Aerts             | 3   | 8   | 4   | + 3'07"  |
| 4    | Quinten Hermans        | 4   | 5   | 7   | + 3'58"  |
| 5    | Michael Vanthourenhout | 5   | 4   | 8   | + 4'13"  |
| 6    | Corné van Kessel       | 8   | 7   | 9   | + 6'06"  |
| 7    | Laurens Sweeck         | 11  | 9   | 6   | + 6'26"  |
| 8    | Ryan Kamp              | 9   | 6   | 12  | + 6'47"  |
| 9    | Daan Soete             | 10  | 13  | 10  | + 7'15"  |
| 10   | Thijs Aerts            | 14  | 15  | 15  | + 8'36"  |

## Vrouwen elite

### Uitslag
| Plaats | Renster                    | Ploeg                                    | Tijd    |
| ------ | -------------------------- | ---------------------------------------- | ------- |
| 1      | Denise Betsema             | Pauwels Sauzen-Bingoal                   | 42'18"  |
| 2      | Lucinda Brand              | Telenet-Baloise Lions                    | + 5"    |
| 3      | Annemarie Worst            | 777                                      | + 28"   |
| 4      | Sanne Cant                 | IKO-Crelan                               | + 43"   |
| 5      | Manon Bakker               | Credishop-Fristads                       | + 48"   |
| 6      | Anna Kay                   | Starcasino CX Team                       | + 50"   |
| 7      | Yara Kastelijn             | Credishop-Fristads                       | + 53"   |
| 8      | Fem van Empel              | Pauwels Sauzen-Bingoal                   | + 1'09" |
| 9      | Laura Verdonschot          | Pauwels Sauzen-Bingoal                   | + 1'31" |
| 10     | Aniek van Alphen           | Credishop-Fristads                       | + 1'49" |
| 11     | Inge van der Heijden       | 777                                      | + 2'19" |
| 12     | Perrine Clauzel            |                                          | + 2'26" |
| 13     | Alice Maria Arzuffi        | 777                                      | + 2'30" |
| 14     | Kata Blanka Vas            | Doltcini-Van Eyck Sport                  | + 2'35" |
| 15     | Maghalie Rochette          |                                          | + 2'45" |
| 16     | Katie Compton              | KFC Racing p/b Trek/Knight               | + 2'45" |
| 17     | Clara Honsinger            | Cannondale-Cyclocrossworld.com           | + 3'06" |
| 18     | Evie Richards              | Trek Factory Racing CX                   | + 3'12" |
| 19     | Marthe Truyen              | Telenet-Baloise Lions                    | + 3'44" |
| 20     | Marion Norbert-Riberolle   | Starcasino CX Team                       | + 3'45" |
| 21     | Loes Sels                  | IKO-Crelan                               | + 3'45" |
| 22     | Kaitlin Keough             | Cannondale-Cyclocrossworld.com           | + 3'48" |
| 23     | Ceylin del Carmen Alvarado | Alpecin-Fenix                            | + 3'59" |
| 24     | Alicia Franck              | Proximus - Alphamotorhomes - Doltcini CT | + 4'00" |
| 25     | Karen Verhestraeten        | IKO-Crelan                               | + 4'00" |
| 26     | Christine Majerus          |                                          | + 4'13" |
| 27     | Hélène Clauzel             |                                          | + 4'42" |
| 28     | Lotte Kopecky              | Lotto Soudal Ladies                      | + 4'48" |
| 29     | Amandine Fouquenet         |                                          | + 4'49" |
| 30     | Susanne Meistrok           | Proximus - Alphamotorhomes - Doltcini CT | + 4'51" |
| 31     | Madigan Munro              | Trek Factory Racing CX                   | + 4'54" |
| 32     | Ellen Van Loy              | Telenet-Baloise Lions                    | + 5'15" |
| 33     | Ruby West                  | Proximus - Alphamotorhomes - Doltcini CT | + 5'32" |
| 34     | Lindy van Anrooij          | Starcasino CX Team                       | + 5'35" |
| 35     | Rebecca Fahringer          |                                          | + 5'42" |
| 36     | Kiona Crabbé               | IKO-Crelan                               | + 5'44" |
| 37     | Marlène Petit              | Team Podiocom CC                         | + 6'29" |
| 38     | Zina Barhoumi              |                                          | + 6'36" |
| 39     | Marine Strappazzon         | Team Podiocom CC                         | + 6'49" |
| 40     | Sidney Mcgill              |                                          | + 7'00" |
| 41     | Jana Dobbelaere            |                                          | + 7'18" |
| 42     | Amira Mellor               |                                          | + 7'28" |
| 43     | Tessa Zwaenepoel           | Proximus - Alphamotorhomes - Doltcini CT | + 7'33" |
| 44     | Jinse Peeters              |                                          | + 8'00" |
| 45     | Esther van der Burg        | Proximus - Alphamotorhomes - Doltcini CT | + 8'19" |
| 46     | Siobhan Kelly              |                                          | + 8'30" |
| 47     | Shana Maes                 | Tormans                                  | + 8'42" |
| 48     | Julie Brouwers             |                                          |         |
| 49     | Fauve Bastiaenssen         |                                          |         |
| 50     | Meg de Bruyne              |                                          |         |
| 51     | Abby-Mae Parkinson         | Trinity Racing                           |         |
| 52     | Corey Coogan Cisek         |                                          |         |
| 53     | Camille Devigne            |                                          |         |
| 54     | Michelle Geoghegan         |                                          |         |
| 55     | Maïté Barthels             |                                          |         |

| Pos. | Punten | Prijzengeld |
| ---- | ------ | ----------- |
| 1    | 80     | € 2.000     |
| 2    | 60     | € 1.000     |
| 3    | 40     | € 750       |
| 4    | 30     | € 500       |
| 5    | 25     | € 400       |
| 6    | 20     | € 350       |
| 7    | 17     | € 300       |
| 8    | 15     | € 250       |
| 9    | 12     | € 200       |
| 10   | 10     | € 150       |
| 11   | 8      | € 130       |
| 12   | 5      | € 100       |
| 13   | 4      | € 90        |
| 14   | 2      | € 80        |
| 15   | 1      | € 70        |
| 16   | -      | € 50        |
| 17   | -      | € 50        |
| 18   | -      | € 50        |
| 19   | -      | € 50        |
| 20   | -      | € 50        |
| Tot. |        | € 6.620     |

### Stand Soudal Ladies Trophy
Na 3 wedstrijden (Koppenbergcross, Urban Cross en Scheldecross) was dit de stand voor de Soudal Ladies Trophy:
| Pos. | Renster                    | OUD | KOR | ANT | Tijd     |
| ---- | -------------------------- | --- | --- | --- | -------- |
| 1    | Lucinda Brand              | 2   | 1   | 2   | 2u12'23" |
| 2    | Yara Kastelijn             | 3   | 3   | 7   | + 50"    |
| 3    | Denise Betsema             | 4   | 2   | 1   | + 54"    |
| 4    | Annemarie Worst            | 1   | 6   | 3   | + 1'02"  |
| 5    | Fem van Empel              | 9   | 5   | 8   | + 3'57"  |
| 6    | Aniek van Alphen           | 6   | 9   | 10  | + 4'54"  |
| 7    | Ceylin del Carmen Alvarado | 7   | 4   | 23  | + 5'47"  |
| 8    | Manon Bakker               | 20  | 7   | 4   | + 6'23"  |
| 9    | Sanne Cant                 | -   | 8   | 4   | + 7'16"  |
| 10   | Anna Kay                   | 15  | -   | 6   | + 9'15"  |

## Mannen beloften

### Uitslag
| Plaats                        | Renner | Ploeg | Tijd |
| ----------------------------- | ------ | ----- | ---- |
| Afgelast vanwege coronacrisis |        |       |      |

## Jongens junioren

### Uitslag
| Plaats                        | Renner | Ploeg | Tijd |
| ----------------------------- | ------ | ----- | ---- |
| Afgelast vanwege coronacrisis |        |       |      |

## Meisjes junioren

### Uitslag
| Plaats                        | Renner | Ploeg | Tijd |
| ----------------------------- | ------ | ----- | ---- |
| Afgelast vanwege coronacrisis |        |       |      |